# West Bay (Dorset)

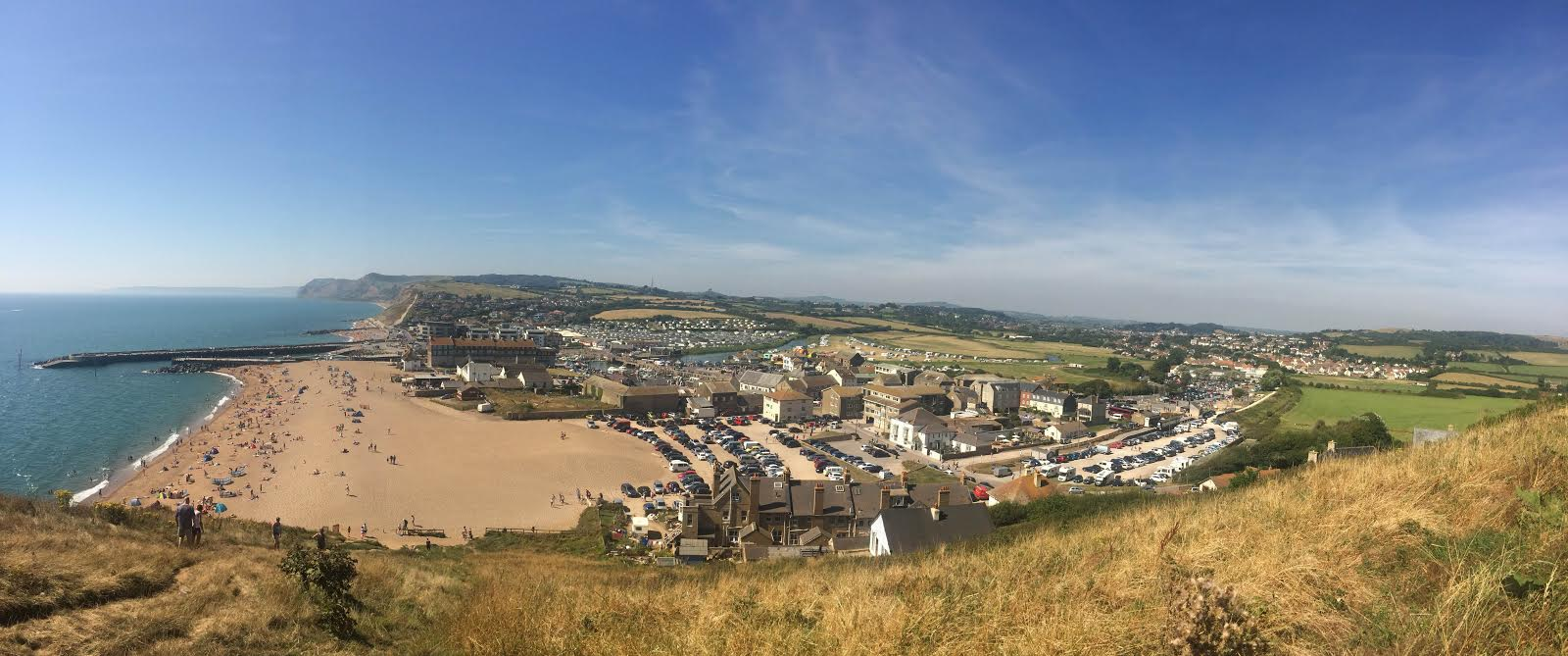
Panorama de West Bay

West Bay, antiguamente conocida como Bridport Harbour, se encuentra a dos millas de la localidad de Bridport, sobre la Costa Jurásica, en Dorset, Inglaterra.
Tiene un puerto bastante pequeño, dos muelles y dos playas. La playa este es parte de Chesil Beach. Tanto West Bay como Chesil Beach forman parte del Patrimonio de la Humanidad de la Costa Jurásica, título otorgado por la Unesco debido a la variada y bella geología del lugar.